# Адальберон Ланський
Адальберон Ланський (фр. Adalbéron de Laon, 947 — 27 січня 1030 або 1031, Лан) — єпископ Ланський. Разом з Герардом Камбрезійським вважається автором теорії трьох станів — тих хто молиться, воює та працює. За думкою Адальберона доки ці стани існують разом, нероздільно панує мир.